# Quindecenviro
Los quindecenviros o en latín quindecimviri sacris faciundis, en la Antigua Roma, fueron los quince (quindecim) miembros de uno de los cuatro colegios mayores (collegia) con funciones sacerdotales. A lo largo de la historia cambió su número y su nombre.
Los quindecenviros, en particular, guardaban los Libros Sibilinos, textos que consultaban e interpretaban a petición del Senado. Este collegium también supervisaba la veneración de los dioses extranjeros (peregrina sacra) que se introducían en Roma de tal forma que sólo bajo su aprobación se permitía su culto público (sacra publica), propios de la ciudad, frente a los cultos privados (sacra privata).
Originalmente estas tareas habían sido realizadas por los duunviros (en latín, duumviri sacris faciundis), dos magistrados de clase social patricia. Su número aumentó a diez mediante las Leges Liciniae-Sextiae, leyes aprobadas en el año 367 a. C., que también estipulaban que la mitad de estos sacerdotes fueran plebeyos. 
A mediados de la República Romana, los miembros del colegio eran admitidos por cooptación. Durante el siglo III a. C. varios sacerdocios, probablemente incluyendo a los quindecenviros, comenzaron a ser elegidos por los Comicios Tribunados.